# Hugues Lestoquer
Hugues Lestoquer ou Hugues Le Stoquer, mort en 1408, est un prélat catholique breton du début du XVe siècle.

## Biographie
Hugues frère prêcheur est évêque de Tréguier depuis le 20 août 1403. Il est le confesseur du duc Jean V de Bretagne et son conseiller, avant de devenir chancelier de Bretagne et d'être muté sur le siège épiscopal de Vannes le 25 août 1404 lorsque Henri le Barbu est transféré à Nantes ; il fait son entrée à Vannes le jeudi 1er janvier 1404. 
Il meurt le 16 octobre 1408.